# André Hüsken
André Hüsken (* 1956 in Hamburg) ist ein deutscher Unternehmer (Antiquitäten- und Militaria-Händler sowie Antiquar), Phaleristiker und Sachbuchautor.
In seiner Geburtsstadt Hamburg betrieb Hüsken am Ballindamm bis 2023 die Galerie d’Histoire André Huesken; zum Angebot gehörten unter anderem Autographen und alte Waffen.
Hüskens seit 1993 in mehreren Auflagen erschienener „Katalog der Orden und Ehrenzeichen des Deutschen Reiches 1871 bis 1945“ ist inzwischen ein Standard-Nachschlagewerk.
In den 1990er Jahren arbeitete Hüsken mit dem ehemaligen Stern-Reporter Gerd Heidemann zusammen.

## Schriften (Auswahl)
- Katalog der Orden und Ehrenzeichen des Deutschen Reiches 1871 bis 1945, Hamburg 1993
- Katalog der Blankwaffen des Deutschen Reiches 1933 – 1945, Hamburg 1995 [und zuletzt 3. Auflage, Bremen 2008]
- Katalog der Orden, Ehrenzeichen und Auszeichnungen des Kurfürstentums Brandenburg, der Markgrafschaften Brandenburg-Ansbach und Brandenburg-Bayreuth, des Königreiches Preußen, der Republik Preußen unter Berücksichtigung des Deutschen Reiches, 3 Bände, Hamburg 2001
  - Band 1: ISBN 3-89757-136-6
  - Band 2: Ehrenzeichen, Auszeichnungen und Ehrengaben 1701 – 1888, ISBN 3-89757-137-4
  - Band 3: Ehrenzeichen, Auszeichnungen und Ehrengaben 1888 – 1935, ISBN 3-89757-138-2
- Katalog der Koppelschlösser und Leibbinden Deutschland 1800-2000, Hamburg 2007, ISBN 978-389757-373-4
- Katalog der Abzeichen deutscher Organisationen 1871-1945 einschließlich auslandsdeutscher und ausländischer Organisationen. 5. Auflage, Hamburg 2008. ISBN 978-3-89757491-5
- zusammen mit Ingo G. Haarcke: Deutschland-Katalog DDR – Orden, Ehrenzeichen und Auszeichnungen der Deutschen Demokratischen Republik; 1. Auflage, Hamburg 1991/1992.
- zusammen mit Werner Heering: Katalog der Abzeichen deutscher Organisationen von 1871 – 1945 : einschließlich auslandsdeutscher und ausländischer Organisationen; 4. (erweiterte) Auflage, Bremen 1997. ISBN 3-931785-73-4
- zusammen mit John Sylvester Jr.: Die traditionellen Auszeichnungen von Annam – The Traditional Awards of Annam. Bremen: H. M. Hauschild, 2001. ISBN 3-89757-097-1
- zusammen mit André Stirenberg: Mythos Marschallstab. Der Marschallstab in der preußischen und deutschen Geschichte von 1852 bis 1945. Bremen: H. M. Hauschild, 2004. ISBN 3-89757-252-4
- Autographen des Nationalsozialismus, 4 Bände, Melbeck 2013–2021
  - Band 1: Nationalsozialistische Ideologen, Funktionäre und Politiker. Die Führung der Wehrmacht, 2013, ISBN 978-3-931533-54-0
  - Band 2: Luftwaffe. Führung, fliegendes Personal, Flak und Fallschirmjäger, 2016 ISBN 978-3-931533-56-4
  - Band 3: Schutzstaffel. Allgemeine SS, Waffen-SS, SD, Geheimer Staatspolizei, Ordnungspolizei, 2019, ISBN 978-3-931533-57-1
  - Band 4: Reichs- und Kriegsmarine. Führung, Überwasserstreitkräfte, Unterseebootswaffe, Marine-Artillerie, 2021, ISBN 978-3-931533-56-4